# Мулфинген
Мулфинген (њем. Mulfingen) општина је у њемачкој савезној држави Баден-Виртемберг. Једно је од 16 општинских средишта округа Хоенлое. Према процјени из 2010. у општини је живјело 3.777 становника. Посједује регионалну шифру (AGS) 8126056.

## Географски и демографски подаци
Мулфинген се налази у савезној држави Баден-Виртемберг у округу Хоенлое. Општина се налази на надморској висини од 263 метра. Површина општине износи 80,1 km². У самом мјесту је, према процјени из 2010. године, живјело 3.777 становника. Просјечна густина становништва износи 47 становника/km².

## Међународна сарадња
| Мјесто            | Држава | Врста сарадње | Од    |
| ----------------- | ------ | ------------- | ----- |
| Балихора/Килфинан | Ирска  | контакт       | 1996. |
| Извор             |        |               |       |